# Pablo Sabbag
Pablo David Sabbag Daccarett (ur. 11 czerwca 1997 w Barranquilli) – syryjsko-kolumbijski piłkarz, występujący na pozycji napastnika w peruwiańskim klubie Alianza Lima oraz w reprezentacji Syrii. Uczestnik Pucharu Azji 2023.

## Statystyki

### Klubowe
Na podstawie:
| Klub                 | Sezonów | Liga                     | Liga  | Liga   | Puchar krajowy | Puchar krajowy | Kontynentalne | Kontynentalne | Suma  | Suma   |
| Klub                 | Sezonów | Liga                     | Mecze | Bramki | Mecze          | Bramki         | Mecze         | Bramki        | Mecze | Bramki |
| -------------------- | ------- | ------------------------ | ----- | ------ | -------------- | -------------- | ------------- | ------------- | ----- | ------ |
| Deportivo Cali       | 3       | Categoría Primera A      | 25    | 3      | 4              | 3              | 2             | 0             | 31    | 6      |
| CD Tondela           | 1       | Primeira Liga            | 5     | 1      | 2              | 0              | –             | –             | 7     | 1      |
| CD La Equidad        | 3       | Categoría Primera A      | 78    | 24     | 6              | 1              | 1             | 0             | 85    | 25     |
| Estudiantes La Plata | 1       | Primera División         | 8     | 1      | 0              | 0              | –             | –             | 8     | 1      |
| CA Newell’s Old Boys | 1       | Primera División         | 6     | 0      | 0              | 0              | –             | –             | 6     | 0      |
| Alianza Lima         | 1       | Primera División Peruana | 21    | 9      | 0              | 0              | 6             | 1             | 27    | 10     |
|                      | Łącznie | Łącznie                  | 143   | 38     | 12             | 4              | 9             | 1             | 164   | 43     |

### Reprezentacyjne
Na podstawie:
| Mecze i gole w reprezentacji podczas Pucharu Azji 2023 | Mecze i gole w reprezentacji podczas Pucharu Azji 2023 | Mecze i gole w reprezentacji podczas Pucharu Azji 2023 | Mecze i gole w reprezentacji podczas Pucharu Azji 2023 | Mecze i gole w reprezentacji podczas Pucharu Azji 2023 | Mecze i gole w reprezentacji podczas Pucharu Azji 2023 | Mecze i gole w reprezentacji podczas Pucharu Azji 2023 | Mecze i gole w reprezentacji podczas Pucharu Azji 2023 |
| Lp.                                                    | Data                                                   | Miasto                                                 | Przeciwnik                                             | Wynik                                                  | Gole                                                   | Inne                                                   | Faza rozgrywek                                         |
| ------------------------------------------------------ | ------------------------------------------------------ | ------------------------------------------------------ | ------------------------------------------------------ | ------------------------------------------------------ | ------------------------------------------------------ | ------------------------------------------------------ | ------------------------------------------------------ |
| 1.                                                     | 13.01.2024                                             | Doha                                                   | Uzbekistan                                             | 0:0 (0:0)                                              |                                                        |                                                        | Faza grupowa                                           |
| 2.                                                     | 18.01.2024                                             | Doha                                                   | Australia                                              | 0:1 (0:0)                                              |                                                        |                                                        | Faza grupowa                                           |
| 3.                                                     | 23.01.2024                                             | Al-Chaur                                               | Indie                                                  | 1:0 (0:0)                                              |                                                        |                                                        | Faza grupowa                                           |
| 4.                                                     | 31.01.2024                                             | Doha                                                   | Iran                                                   | 1:1 (k.3:5)                                            |                                                        | asysta                                                 | 1/8 finału                                             |

## Sukcesy
Na podstawie:
Brak większych sukcesów.